# Zlatko Mateša
Zlatko Mateša (ur. 17 czerwca 1949 w Zagrzebiu) – chorwacki polityk, prawnik i działacz sportowy, premier Chorwacji w latach 1995–2000, prezes Chorwackiego Komitetu Olimpijskiego.

## Życiorys
Ukończył w 1974 studia prawnicze na Uniwersytecie w Zagrzebiu. Pracował jako urzędnik sądowy, następnie w administracji miejskiej w Zagrzebiu. Wkrótce przeszedł do przedsiębiorstwa paliwowego INA. Należał od Związku Komunistów Chorwacji, pełnił funkcję sekretarza partii w tym zakładzie. Na początku lat 90. pozostał na kierowniczym stanowisku w INA, zarządzanej wówczas przez Nikicę Valenticia. Pełnił następnie funkcję dyrektora agencji odbudowy i rozwoju. Był posłem do Saboru z ramienia Chorwackiej Wspólnoty Demokratycznej, ministrem bez teki i ministrem gospodarki w gabinecie Nikicy Valenticia. W listopadzie 1995 zastąpił go na urzędzie premiera, który sprawował do stycznia 2000.
W 2002 wybrany na prezesa Chorwackiego Komitetu Olimpijskiego, uzyskiwał reelekcję na kolejne kadencje.
Był trzykrotnie żonaty. Z pierwszą żoną Biserką, ma syna Zlatka; z drugą żoną Jasną, nie miał dzieci. Jego trzecią żoną była Sanja, córka Franja Greguricia, z którą ma córkę Elę. Związek małżeński zawarli w 1994, para rozwiodła się w 2007.

## Odznaczenia
- Order Księcia Trpimira (1995)[3]
- Wielki Order Króla Petara Krešimira IV (1997)[4]